# Miguel Ángel Capriles
Miguel Ángel Capriles Ayala (28 de febrero de 1915, Puerto Cabello - 25 de abril de 1996) fue el jefe del grupo mediático Cadena Capriles de Venezuela.

## Biografía
Miguel Ángel Capriles Ayala estuvo casado con Magaly Canizzaro. Capriles lanzó Últimas Noticias en 1941, luego de las medidas libertarias implementadas por el presidente venezolano Isaías Medina Angarita. En 1956 Capriles Ayala adquirió el diario La Esfera. Durante una huelga declarada por la prensa caraqueña el 1 de enero de 1958, después de la sublevación de la aviación durante la dictadura de Marcos Pérez Jiménez, Miguel Ángel fue detenido. El 3 de febrero de 1958, poco después del fin de la dictadura el 23 de enero, Capriles lanzó El Mundo, que durante la mayor parte de su existencia fue el único periódico vespertino venezolano. La Esfera que fue vendida en 1966. En 1959 compró la revista Élite. En 1962 adquirió las revistas Venezuela Gráfica y Páginas (esta última cerró en 1999).
En 1965 Miguel Ángel Capriles Ayala fue detenido acusado de conspiración por el gobierno de Raúl Leoni. En 1966 fundó el Diario Crítica en Maracaibo, que cerró en 1990; en 1968 fundó el Suplemento Cultural de Últimas Noticias; En 1969 fundó el diario deportivo Extra (que cerró un año después). En 1970 fundó Dominical, la revista dominical de Últimas Noticias, y la revista Hipódromo; en 1972 compró Kena (que cerró en 1999) y fundó Kabala y Alarma (que cerró en 1973); en 1974 fundó el periódico de Maracaibo El Vespertino, que cerró en 1982. En 1988 fundó Guía Hípica, que cerró en 2007. 
Capriles fue elegido para el Senado de Venezuela en 1968 en la lista del partido Copei y siete candidatos de Capriles fueron elegidos para la Cámara de Diputados de Venezuela, incluido el editor de El Mundo, Pedro Ramón Romero. Capriles publica en su vespertino “El Mundo” “un documento secreto” sobre la situación militar con Colombia y una eventual invasión a Venezuela, por lo que se le allana la impunidad parlamentaria, por lo que se refugia en la embajada de Nicaragua y parte al exilio. A su regreso al país fue detenido pero los cargos fueron sobreseídos. Tras la muerte de Miguel Ángel Capriles Ayala en 1996, la presidencia de la cadena Capriles fue asumida en 1998 por su hijo, Miguel Ángel Capriles López.

## Familia
El hermano de Miguel Ángel Capriles Ayala, el periodista e historiador Carlos Capriles, fue nombrado embajador en España. Miguel Ángel Capriles Ayala es el padre de Tanya Capriles de Brillembourg, quien es una reconocida coleccionista de arte, propietaria del espacio de exhibición de la galería Ideobox en Miami y miembro de la Junta Directiva del Museo de Bellas Artes de Houston, la New World Symphony en Miami Beach y del Museo Reina Sofía de Madrid y abuelo de David Brillembourg, Director del Instituto Latinoamericano Babson College y asesor de la Fundación SaludArte.

## Libros
- Memorias de la inconformidad , 1973
- Siempre habrá Venezuela , Editorial Domingo Fuentes, 1985